# Góry Brzeziny
Góry Brzeziny – osada leśna w Polsce położona w województwie lubelskim, w powiecie parczewskim, w gminie Milanów.
W latach 1975–1998 miejscowość administracyjnie należała do województwa bialskopodlaskiego.